# (1476) Cox
Pour les articles homonymes, voir Cox.
(1476) Cox est un astéroïde de la ceinture principale découvert le 10 septembre 1936 à Uccle par l'astronome belge Eugène Joseph Delporte.

## Historique
Sa désignation provisoire, lors de sa découverte le 10 septembre 1936, était 1936 RA.